# 伊号第十四潜水艦
伊号第十四潜水艦（いごうだいじゅうよんせんすいかん）は、大日本帝国海軍の潜水艦。普遍的には伊十三型潜水艦の2番艦とされているが、海軍省が定めた公式類別では伊九型潜水艦の6番艦。

## 艦歴
改⑤計画の潜水艦甲、仮称艦名第5091号艦として計画。当初は伊号第十三潜水艦と同様、伊号第十二潜水艦と同型となる予定だったが、建造中の1943年後期に、建造隻数が削減された伊四百型潜水艦を補うため設計変更された。
1943年5月18日川崎造船所で起工、12月22日伊号第十四潜水艦と命名、伊十型潜水艦の5番艦に定められ、本籍を横須賀鎮守府と仮定。1944年3月14日進水。1945年3月14日竣工し、本籍を横須賀鎮守府に定められ、第一潜水隊に編入。

## 光作戦
1945年5月に鎮海で燃料を搭載、同年7月11日に大湊を出港しトラック諸島へ偵察機（彩雲）2機を輸送する任務に就く。同年8月4日にトラック諸島に到着、その地で終戦を迎えた。戦果等は特になし。同年9月15日除籍。戦後はアメリカに回航されて試験や実験に用いられた後、1946年5月28日自沈させられた。現在ハワイ沖に沈んでいる。

## 潜水艦長
艤装員長
1. 清水鶴造 中佐：1944年11月5日[10] - 1945年3月14日[11]

潜水艦長
1. 清水鶴造 中佐：1945年3月14日[11] - 1945年9月15日[12]